# Kobieta w lustrze
Kobieta w lustrze (z hiszp. La mujer en el espejo) – kolumbijska telenowela nakręcona w 2004 roku przez agencję filmową RTI Columbia dla Telemundo. W Polsce emitowany był od 1 stycznia 2007 do 7 sierpnia 2007 roku przez TV Puls. Serial składa się ze 151 odcinków.

## Treść
Dwudziestodwuletnia Juliana Soler jest niezbyt urodziwą dziewczyną, która mieszka wraz z matką Reginą w biednej dzielnicy nieopodal szkoły tańca prowadzonej przez jej chrzestnego - Paco Tapii. Musiała ona przerwać studia na wydziale chemii z powodu ciężkiej sytuacji finansowej. Najlepszą przyjaciółką Juliany jest Luzmila, która marzy o zostaniu tancerką. Nagle życie Juliany komplikuje się - chce odebrać sobie życie. Wówczas zmarła ciocia Mercedes objawia się Julianie i pokazuje jej niezwykłe lustro. Okazuje się bowiem, że za sprawą zwierciadła Juliana może zmienić się w piękną kobietę i tak też się stało - zmienia się w piękną Maritzę Ferrer. Jest jednak jedna zasada: Juliana staje się Maritzą jedynie za dnia, w nocy znów staje się brzydką Julianą. Następnego dnia Maritza rozpoczyna pracę jako chemik w firmie "Mutti". Tam dziewczyna poznaje Marcosa – adoptowanego syna właściciela firmy - Gabriela Mutti, w którym zakochana była w młodości jej mama. Młodzi zakochują się w sobie z wzajemnością. Jednak na drodze do szczęścia pojawią się ludzie, którzy zechcą uprzykrzyć życie młodym - m.in. Barbara, kobieta bardzo zła i okrutna. Pod koniec telenoweli stanie się Maritzą Ferrer za pomocą lustra.Barbara jako Maritza wyjdzie za mąż za Marcosa, jednak ich ślub nie potrwa długo. Marcos zorientuje się, że Maritza się zmieniła i że to jest kobietą, w której się zakochał. Juliana wyznaje mu prawdę o magicznym zwierciadle i o tym, że to ona była kiedyś Maritzą, zaś teraz nią jest Barbara Montesinos - jego największy wróg. Marcos jest wstrząśnięty tą wiadomością. Nie wierzy w słowa Juliany i uważa, iż dziewczyna ma obsesję na punkcie Maritzy. Główna bohaterka trafia do szpitala psychiatrycznego, w którym ludzie Barbary usiłują pozbawić ją życia.

## Obsada
- Paola Andrea Rey - Juliana Soler / Maritza Ferrer / Bárbara Montesinos
- Juan A. Baptista - Marcos Mutti
- Natasha Klauss - Luzmila
- Gabriela Vergara - Barbara Montesinos de Mutti
- Kristina Lilley - Regina Soler
- Alfredo Ahnert - Charlie
- Natalia Bedoya - Ginger
- Gloria Gómez - ciocia Mercedes
- Javier Gómez - Gabriel Mutti
- Andrés Felipe Martínez - Paco Tapia
- Pedro Moreno - Nino
- Sandra Beltran - Antonia Mutti
- Marcelo Buquet -Juan Tobias Fonseca
- Víctor Rodríguez – Juanco
- Leoneila Gonzales - Chela
- Raúl Gutiérrez - Cajetan Romero
- Sebastian Boscán - Pedro
- Maria Adelaila Puerta - Altamira
- Patricia Castaneda - Gissele
- Rossana Fernández Maldonado - Xiomara
- Paulo César Quevedo - Alberto Gutierrez
- Maria Victoria Gongora - Cristina Fonseca
- Xilena Aycardi - Barbara Montesinos